# Élection présidentielle polonaise de 1995
L'élection présidentielle polonaise de 1995 s'est tenue les 5 et 19 novembre 1995. Aleksander Kwaśniewski est élu en battant Lech Wałęsa, président sortant et figure historique de la lutte anticommuniste.

## Campagne électorale

### Premier tour
Lech Wałęsa, le président sortant, se trouve dans une situation difficile lorsqu'il commence sa campagne. Au printemps 1995, il bénéficie du soutien de 5 à 10 % des personnes interrogées. Les résultats obtenus ne lui donnent aucune chance pour atteindre le second tour de l'élection ; de meilleurs résultats sont obtenus, entre autres, par Jacek Kuroń et Hanna Gronkiewicz-Waltz. Le mauvais résultat dans les urnes entraîne une nouvelle attaque virulente de Lech Wałęsa contre Józef Oleksy pour une interview qu'il a donnée à la Nezavissimaïa Gazeta, dans laquelle il exprimait son désir de participer au 50e anniversaire de la fin de la Seconde Guerre mondiale. Le président menace de poursuivre le Premier ministre devant le tribunal d'État. La campagne de collecte de signatures est menée sous la pression des autorités, y compris dans les unités militaires de la Vistule et dans l'armée. En septembre, le nombre de partisans de Lech Wałęsa atteint 16 %, tandis que le dernier mois de la campagne apporte une augmentation de 3 points de pourcentage chaque semaine. Le slogan électoral du président est :  « Il y a beaucoup de candidats - Lech Wałęsa n'en est qu'un ». La campagne électorale se concentre sur les mérites du président dans la lutte contre le communisme et la reconnaissance dont il jouissait dans le monde entier, ainsi que sur ses succès en matière de politique étrangère (notamment le retrait des troupes soviétiques de Pologne). Les conférences de presse servent à populariser les réalisations du candidat. Pendant la campagne, Lech Wałęsa tente de changer l'image d'un homme politique querelleur avec tout le monde, ce qui se traduit par l'annonce que l'essence du second mandat serait le « jeu d'équipe ». Il adoucit également son langage et améliore ses relations avec certains hommes politiques de droite. En octobre, il serre la main de Jan Olszewski, qu'il avait auparavant qualifié de « singe avec un rasoir ». Cet événement entraîne le retour de certains hommes politiques, y compris de l'Union chrétienne-nationale, dans le camp présidentiel. Lech Wałęsa est également soutenu par Radio Maryja dirigée par le père Tadeusz Rydzyk. Dans le camp de Lech Wałęsa, il y a également des conflits croissants entre le personnel électoral et la chancellerie dirigée par Andrzej Zakrzewski (pl) ; la campagne électorale est également entachée par un conflit entre Jerzy Stępień (pl) et Jerzy Gwiżdż (pl), qui a pour conséquence que Gwiżdż n'est pas autorisé à entrer dans le quartier général du personnel électoral. Le dernier sondage préélectoral place le président en deuxième position avec 29 % de soutien. Le président gagne également du terrain dans les simulations de second tour.
Aleksander Kwaśniewski devient candidat de l'Alliance de la gauche démocratique le 13 mai 1995. Lors de la convention du parti, le candidat est soutenu par 296 des 300 délégués. Selon les sondages, il dispose d'un électorat de 20-25%. Danuta Waniek (pl) devient la chef de cabinet du candidat. La campagne du candidat du SLD vise à estomper les divisions historiques et à convaincre les indécis qu'il ne serait pas un simple représentant des intérêts du parti postcommuniste. Son slogan électoral est « Choisissons l'avenir ». Le conseiller de campagne est Jacques Séguéla. La campagne commence au début du mois de juin. La cible principale de la campagne est la province, où il y avait beaucoup d'indécis. La tournée inclut des endroits où le SLD avait obtenu de bons résultats lors des élections parlementaires de 1993. Au cours de la tournée en bus, Kwak (surnom donné à Kwaśniewski) visite environ 120 villes (principalement des petites villes), tout en évitant les régions à tendance anticommuniste (comme par exemple la voïvodie de Nowy Sącz). Des militants anticommunistes perturbent à l'occasion des rassemblements électoraux. Des incidents ont eu lieu à Jastrzębie, Lublin, Stalowa Wola et Varsovie. L'action négative la plus grave à l'encontre de Kwaśniewski est l'Initiative 3/4 (pl). Aleksander Kwaśniewski s'efforce également de gagner les voix des jeunes électeurs. Il apparaît dans le clip de la chanson Ole Olek ! du groupe Top One, préparé pour la campagne. De son côté, la télévision diffuse des reportages sur les réunions et les rassemblements.
Le slogan électoral de Jacek Kuroń est : « Je me présente parce que le changement est nécessaire ». La campagne de Jacek Kuroń est marquée par de nombreuses perturbations : alors qu'il est en tête du classement de confiance, il rencontre des problèmes au sein de son propre parti. Certains hommes politiques de droite prennent leurs distances avec sa candidature. La réticence de certains membres de l'Union pour la liberté est si forte qu'elle provoque une réaction publique de Leszek Balcerowicz. La réaction n'est cependant pas d'une grande utilité et seuls quelques membres de l'union participent à la campagne. Les conflits au sein du parti ont pour conséquence que le soutien de l'électorat de l'union atteint 35 %. La campagne de Jacek Kuroń est affectée par la convention de mai de l'Union du travail, qui présente la candidature de Tadeusz Zieliński. Cette décision exclut la possibilité pour les hommes politiques de l'après-Solidarność ayant des opinions de gauche de soutenir un candidat unique. Les premiers sondages accordent à Jacek Kuroń un soutien d'environ 15 %, mais au début du mois d'octobre, ce soutien tombe à 6 %. Dans les sondages réalisés auprès des professionnels en juin et en octobre, il obtient 32 et 33 % de soutien.
La candidature de Janusz Korwin-Mikke est annoncée le 1er avril 1995 dans le magazine Najwyższy Czas! (pl). Pendant la campagne, il proclame les slogans de la privatisation et de la re-privatisation, de l'abolition de la bureaucratie et du remplacement de l'armée de conscription par une armée professionnelle. En matière de sécurité intérieure, il demande que la police soit bien équipée et que les criminels soient jugés par des juges éloignés de leur lieu de résidence.

### Presse
La plupart des quotidiens et des journaux nationaux predisent que l'élection présidentielle serait un affrontement entre Lech Wałęsa et Aleksander Kwaśniewski. Une analyse menée par le centre de recherche de la presse montre que les candidats les plus fréquemment mentionnés sont Lech Wałęsa (645 fois) et Aleksander Kwaśniewski (591 fois). La troisième personne la plus citée est  Hanna Gronkiewicz-Waltz (389 fois) et la quatrième Jacek Kuroń (308 fois).

## Entre-deux-tours
Au second tour de l'élection, Lech Wałęsa et Aleksander Kwaśniewski se présentent au poste de président. Les sondages réalisés immédiatement après le premier tour de l'élection montrent une différence de 1 à 2 % des voix. Cependant, la majorité des personnes interrogées (55%) sont convaincues de la victoire du président sortant.
La campagne électorale s'intensifie. Le personnel électoral de Lech Wałęsa attaque Aleksander Kwaśniewski pour avoir dissimulé le fait qu'il n'avait pas terminé ses études universitaires et qu'il avait soutenu sa thèse de maîtrise. Aleksander Kwaśniewski déclare alors qu'il avait soutenu sa thèse à l'université de Gdańsk, ce que les autorités universitaires ont démenti. Malgré cela, le ministre de la justice saisit la Cour constitutionnelle pour qu'elle établisse la notion d'« enseignement supérieur ». Kwaśniewski est également critiqué pour avoir dissimulé les actions de la compagnie d'assurance et de réassurance Polisa dans sa déclaration de patrimoine. L'équipe d'Aleksander Kwaśniewski réagit en accusant Lech Wałęsa de ne pas avoir payé d'impôts sur un million de dollars qu'il a reçu de la société Warner Bros. La crédibilité de Lech Wałęsa est attaquée par l'affaire de l'escroc récidiviste Andrzej Pastwa. Se faisant passer pour le chef du comité électoral du président, il obtient l'aide organisationnelle du chef de la police de Varsovie.

### Débats
Deux débats entre les candidats ont eu lieu avant le second tour des élections. Ils sont diffusés par la radio et la télévision polonaises. Le premier a eu lieu le 12 novembre. Peu avant le début du débat, le candidat du SLD, Kwaśniewski remet au Président sa déclaration de patrimoine et appelle le Président à faire de même.
Au cours du débat, Aleksander Kwaśniewski se présente comme « un homme de compromis », tandis que Lech Wałęsa lance une attaque contre celui-ci. Lech Wałęsa ne réussit pas à atteindre ses objectifs de conquérir les électeurs de Jan Olszewski et de déséquilibrer son adversaire. Après la fin du premier débat, le président réagit avec émotion à la proposition de serrer la main d'Aleksander Kwaśniewski et lui dit « Vous, Monsieur, je ne peux que vous donner mon pied. ».
Lors du débat du 15 novembre, le Président se montre plus calme, mais ne réussit pas à rattraper les erreurs commises lors du premier débat. Selon un sondage CBOS, 76% des personnes interrogées estiment qu'Aleksander Kwaśniewski les avait encouragées à voter pour lui. En revanche, Lech Wałęsa a encouragé 27 % des personnes interrogées. La situation du président a également été aggravée par l'impossibilité pour les Polonais de l'étranger de voter.

## Mode de scrutin

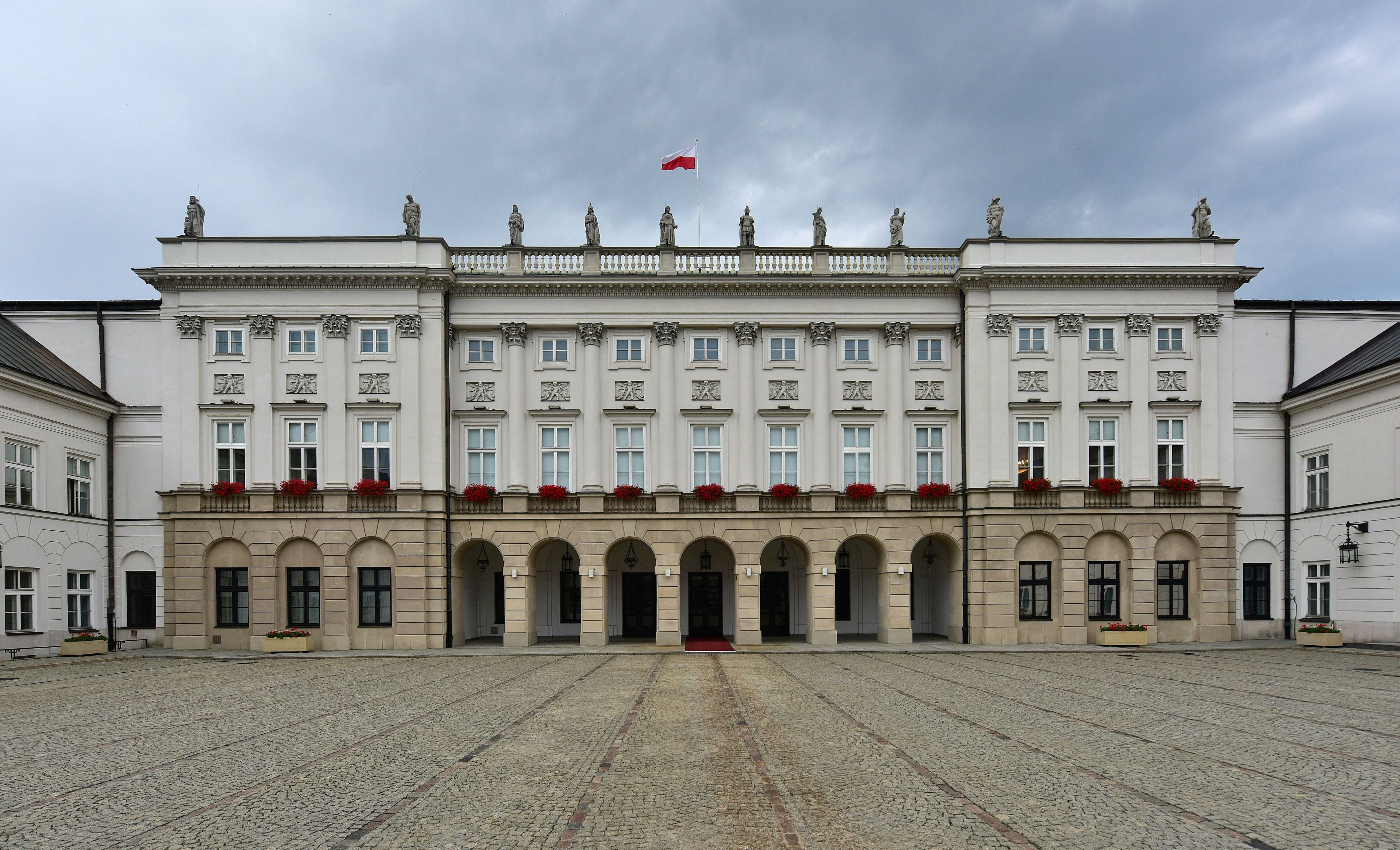
Le palais présidentiel, à Varsovie.

Le chef de l’État ne dispose pas de pouvoirs étendus, contrairement au président du Conseil des ministres. Il est le chef des forces armées polonaises, doit représenter la Pologne en son sein comme à l'étranger, ratifie les accords internationaux, nomme les membres du gouvernement et ratifie les lois. En matière législative, il peut s'opposer à une loi en imposant son droit de veto législatif sur une loi adoptée par le Parlement et qui ne peut être levé par la chambre basse qu'à la majorité qualifiée des trois cinquièmes. 
D'après la Constitution, le président de la république de Pologne est élu au scrutin uninominal majoritaire à deux tours par les citoyens polonais pour un mandat de cinq ans renouvelable une seule fois. Conformément à l'article 128 de la Constitution, l'élection présidentielle est organisée au cours d'un jour non travaillé placé entre le soixante-quinzième et le centième jour précédent la fin du mandat du président de la République, un second tour éventuel pouvant être organisé deux semaines plus tard. Le choix de la date revient au président de la Diète (Sejm).
Les candidats à l'élection présidentielle doivent se faire connaître auprès de la Commission électorale nationale cinquante-cinq jours avant le scrutin, en ayant réuni 1 000 signatures d'électeurs en leur faveur. Représentés par un comité électoral d'au moins 15 membres, ils ont ensuite dix jours pour collecter cette fois 100 000 signatures de soutien. Les candidats doivent avoir au minimum 35 ans au jour de l'élection. Les candidats nés avant le 1er août 1972 doivent par ailleurs s'être soumis aux obligations liées à la lustration.

## Candidats
Le premier candidat à se présenter a été Janusz Korwin-Mikke, suivi par le président de la Cour suprême, Adam Strzembosz, soutenu par les milieux post-solidaires.
| Candidat | Candidat                  | Parti                                   | Idéologie                    |
| -------- | ------------------------- | --------------------------------------- | ---------------------------- |
|          | Waldemar Pawlak           | Parti paysan polonais                   | Agrarisme                    |
|          | Lech Wałęsa               | Indépendant                             |                              |
|          | Aleksander Kwaśniewski    | Alliance de la gauche démocratique      | Social-démocratie            |
|          | Andrzej Lepper            | Autodéfense de la république de Pologne | Agrarisme                    |
|          | Janusz Korwin-Mikke       | Union de la politique réelle            | Libertarianisme conservateur |
|          | Jan Olszewski             | Mouvement pour la République (pl)       | Démocratie chrétienne        |
|          | Leszek Bubel (pl)         | Indépendant                             |                              |
|          | Tadeusz Koźluk (pl)       | Indépendant                             |                              |
|          | Jan Pietrzak (en)         | Indépendant                             |                              |
|          | Hanna Gronkiewicz-Waltz   | Indépendante                            |                              |
|          | Tadeusz Zieliński         | Union du travail                        | Social-démocratie            |
|          | Kazimierz Piotrowicz (pl) | Indépendant                             |                              |
|          | Jacek Kuroń               | Union pour la liberté                   | Libéralisme                  |

## Résultats

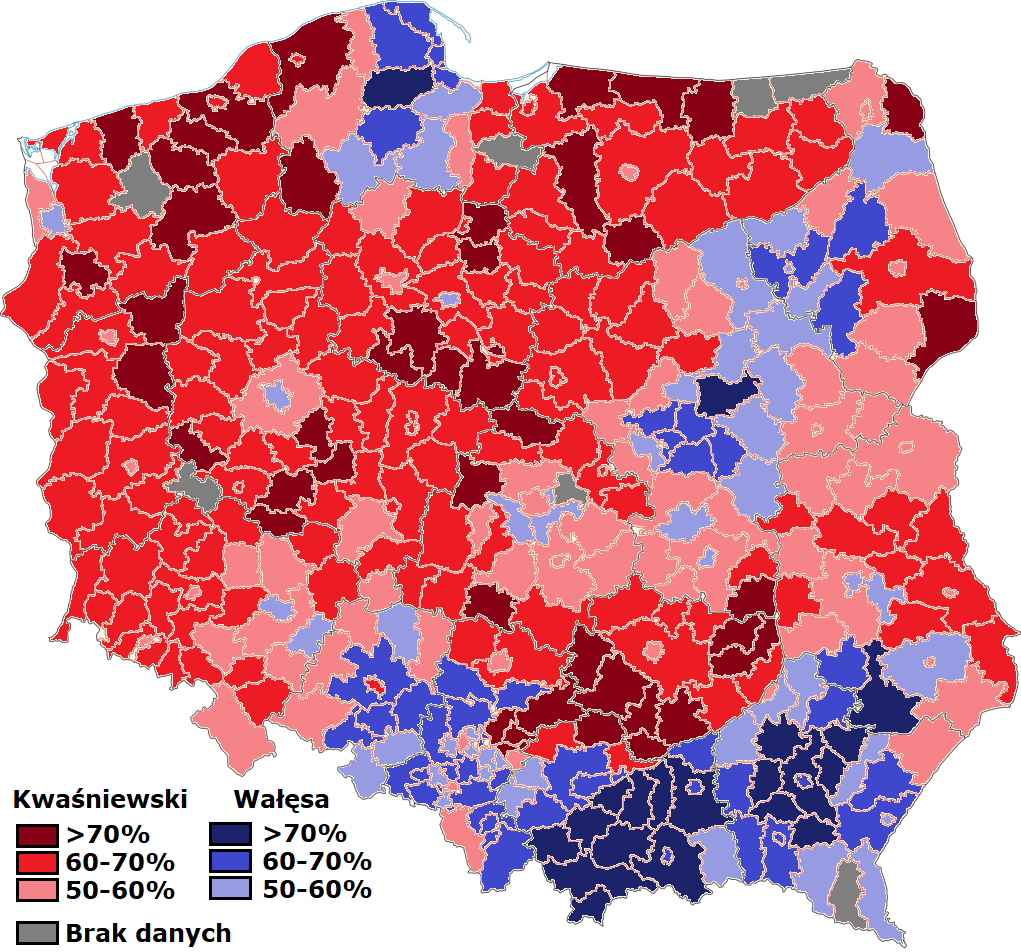
Distribution des votes du second tour des élections présidentielles de 1995 par powiat.

| Candidats                | Candidats                | Partis                   | 1er tour   | 1er tour | 2d tour    | 2d tour |
| Candidats                | Candidats                | Partis                   | Voix       | %        | Voix       | %       |
| ------------------------ | ------------------------ | ------------------------ | ---------- | -------- | ---------- | ------- |
|                          | Aleksander Kwaśniewski   | SLD                      | 6 275 670  | 35,11    | 9 704 439  | 51,72   |
|                          | Lech Wałęsa              | Indépendant              | 5 917 328  | 33,11    | 9 058 176  | 48,28   |
|                          | Jacek Kuroń              | UW                       | 1 646 946  | 9,22     |            |         |
|                          | Jan Olszewski            | RdR                      | 1 225 453  | 6,86     |            |         |
|                          | Waldemar Pawlak          | PSL                      | 770 419    | 4,31     |            |         |
|                          | Tadeusz Zieliński        | UP                       | 631 432    | 3,53     |            |         |
|                          | Hanna Gronkiewicz-Waltz  | Indépendante             | 492 628    | 2,76     |            |         |
|                          | Janusz Korwin-Mikke      | UPR                      | 428 969    | 2,40     |            |         |
|                          | Andrzej Lepper           | SPR                      | 235 797    | 1,32     |            |         |
|                          | Jan Pietrzak             | Indépendant              | 201 033    | 1,12     |            |         |
|                          | Tadeusz Koźluk           | Indépendant              | 27 259     | 0,15     |            |         |
|                          | Kazimierz Piotrowicz     | Indépendant              | 12 591     | 0,07     |            |         |
|                          | Leszek Bubel             | Indépendant              | 6 825      | 0,04     |            |         |
|                          |                          |                          |            |          |            |         |
| Suffrages exprimés       | Suffrages exprimés       | Suffrages exprimés       | 17 872 350 | 98,18    | 18 762 615 | 98,00   |
| Votes blancs et nuls     | Votes blancs et nuls     | Votes blancs et nuls     | 330 868    | 1,82     | 383 881    | 2,00    |
| Total                    | Total                    | Total                    | 18 203 218 | 100      | 19 146 496 | 100     |
| Abstention               | Abstention               | Abstention               | 9 933 114  | 35,30    | 8 915 913  | 31,77   |
| Inscrits / participation | Inscrits / participation | Inscrits / participation | 28 136 332 | 64,70    | 28 062 409 | 68,23   |

## Suites
Comme lors du premier tour, les premiers résultats annoncent la victoire avec deux points d'avance du président sortant Lech Wałęsa, dont les sympathisants commencent à célébrer la victoire sur Aleksander Kwaśniewski. Le directeur de campagne de celui-ci pense aux prochaines échéances électorales de celui-ci. Au fur et à mesure du dépouillement, Kwaśniewski passe finalement en tête.